# 趙椅
嘉国公趙椅（1118年—1130年），宋朝宗室。 
宋朝第八代皇帝宋徽宗赵佶的第二十六子，生年在1118年，生母安妃刘氏（追赠明節皇后）。重和元年八月廿三癸酉（1118年9月10日），宋徽宗封子赵椅为嘉国公。随后靖康之变爆发，趙椅等宋徽宗几个幼子都没有来得及封王爵。他与其他皇族都被金朝俘虏。建炎四年（1130年）八月廿六日，嘉国公趙椅死在五国城，年十三岁。